# Cravans
Cravans – miejscowość i gmina we Francji, w regionie Nowa Akwitania, w departamencie Charente-Maritime.
Według danych na rok 1990 gminę zamieszkiwało 526 osób, a gęstość zaludnienia wynosiła 36 osób/km² (wśród 1467 gmin regionu Poitou-Charentes Cravans plasuje się na 538. miejscu pod względem liczby ludności, natomiast pod względem powierzchni na miejscu 607.).